# Фінал Кубка Іспанії з футболу 1955
Фінал Кубка Іспанії з футболу 1955 — футбольний матч, що відбувся 5 червня 1955 року. У ньому визначився 53-й переможець кубка Іспанії.

## Шлях до фіналу
| Атлетік     | Атлетік   | Атлетік                  | Раунд        | Севілья            | Севілья   | Севілья                  |
| ----------- | --------- | ------------------------ | ------------ | ------------------ | --------- | ------------------------ |
| Суперник    | Результат | Матчі                    |              | Суперник           | Результат | Матчі                    |
| Реал Мурсія | 2–1       | 0–1 вдома; 2–0 на виїзді | Перший раунд | Культураль Леонеса | 5–3       | 3–0 вдома; 2–3 на виїзді |
| Еркулес     | 10–4      | 5–1 вдома; 5–3 на виїзді | 1/4 фіналу   | Валенсія           | 6–5       | 5–1 вдома; 1–4 на виїзді |
| Барселона   | 4–2       | 2–0 на виїзді; 2–2 вдома | 1/2 фіналу   | Реал Мадрид        | 8–1       | 3–1 на виїзді; 5–0 вдома |

## Подробиці
| 5 червня 1955 |

| Атлетік (Більбао) | 1:0      | Севілья |
| ----------------- | -------- | ------- |
| Урібе 70'         | Протокол |         |

| Нуево Чамартин, Мадрид Глядачів: 100 000 Арбітр: Хуліан Арке |

|  |  |

| В                |  | Кармело Седрун      |
| З                |  | Хосе Артече         |
| З                |  | Хесус Гарай         |
| З                |  | Хосе Ору            |
| ПЗ               |  | Маурі               |
| ПЗ               |  | Хосе Марія Магурегі |
| Н                |  | Августин Гаїнса (к) |
| Н                |  | Ігнасіо Урібе       |
| Н                |  | Енеко Арієта        |
| Н                |  | Фелікс Маркайда     |
| Н                |  | Ігнасіо Аскарате    |
| Тренер:          |  |                     |
| Фердинанд Даучик |  |                     |

| В             |  | Хосе Марія Бусто (к)  |
| З             |  | Антоніо Валеро        |
| З             |  | Марселіно Кампаналь   |
| З             |  | Фернандо Жильямон     |
| ПЗ            |  | Мануель Руїс Соса     |
| ПЗ            |  | Енріке                |
| ПЗ            |  | Пепін                 |
| Н             |  | Лорен                 |
| Н             |  | Мануель Доменех Пінто |
| Н             |  | Кірро                 |
| Н             |  | Хуан Арса             |
| Н             |  | Ліс                   |
| Тренер:       |  |                       |
| Еленіо Еррера |  |                       |